# Trick-Trick
Trick-Trick, właściwie Christian Mathis – amerykański raper pochodzący z Detroit.
Trick-Trick pokochał muzykę dzięki swej matce, która śpiewała razem z jazzową legendą – Albertą Adams. Dorastał słuchając muzyki z gatunku gospel, soul oraz funk. W młodości był wielkim fanem Phila Collinsa oraz George’a Clintona. Później zainteresowała go muzyka hip-hop, m.in. N.W.A oraz Public Enemy.
Pseudonim Trick wywodzi się z zamiłowania artysty do kobiet, w przyszłości został zmieniony na Trick-Trick by pasował do pseudonimu jego przyjaciela – Click-Click. Mathis działalność artystyczną rozpoczął w 1992, gdy podpisał kontrakt z wytwórnią Click Boom Records.
Jako nastolatek wstąpił do gangu, w wyniku czego był zamieszany m.in. w bójki co przyczyniło się też do skazania go za morderstwo. Ostatecznie został uniewinniony, a po opuszczeniu zakładu karnego postanowił zająć się muzyką. W 1995 stworzył wraz z The Goon Sqwad utwór, zwany „Booty Bounce”, który okazał się hitem. Pod skrzydłami wytwórni Innersound, jego singel został sprzedany w nakładzie ponad 400 tysięcy egzemplarzy.
W 2004 nagrał album The People vs. #90 U.S., który został wydany przez Motown/Universal Records.

## Dyskografia

### Albumy studyjne
| 2005                           | The People vs. - Data wydania: 27 grudnia, 2005 - Wytwórnia: Motown Records | 115 | 40 | 1 |
| 2008                           | The Villain - Data wydania: 11 czerwca, 2008 - Wytwórnia: Koch Records      | –   | –  | – |
| „–” pozycja nie była notowana. |                                                                             |     |    |   |

### Single
| 2003                           | „It’s Goin’ Down”                           | –   | –  | –  | bez albumu     |
| 2005                           | „Welcome 2 Detroit” (featuring Eminem)      | 100 | 24 | 12 | The People vs. |
| 2008                           | „Let’s Work”                                | –   | –  | –  | The Villain    |
| 2008                           | „Let It Fly” (featuring Ice Cube & Lil Jon) | –   | –  | –  | The Villain    |
| 2008                           | „Who Want It” (featuring Eminem)            | –   | –  | –  | The Villain    |
| „–” pozycja nie była notowana. |                                             |     |    |    |                |